# Aleksandra Dawidowicz
Pour les articles homonymes, voir Dawidowicz.
Aleksandra Dawidowicz, née le 4 février 1987 à Kalisz, est une coureuse cycliste polonaise. Elle pratique le cyclisme sur route et le vélo tout-terrain.

## Palmarès en VTT

### Jeux olympiques
- Pékin 2008
  - 10e en cross-country
- Londres 2012
  - 7e en cross-country

### Championnats du monde
- Val di Sole 2008
  -  Médaillée de bronze du cross-country espoirs
- Canberra 2009
  -  Championne du monde de cross-country espoirs
- Saalfelden-Leogang 2012
  -  Médaillée de bronze du cross-country eliminator

### Coupe du monde
- Coupe du monde de cross-country
  - 33e en 2013
- Coupe du monde de cross-country eliminator
  - 12e en 2013

### Championnats d'Europe
- 2005
  -  Médaillée d'argent du cross-country juniors
- 2009
  -  Championne d'Europe de cross-country espoirs

### Championnats de Pologne
- Championne de Pologne de cross-country marathon : 2012
- Championne de Pologne de cross-country eliminator : 2014

## Palmarès sur route
- 2005
  -  Champion d'Europe du contre-la-montre juniors
- 2008
  -  Championne de Pologne sur route espoirs
- 2010
  - 3e du championnat de Pologne sur route